# San Francisco de Paula
San Francisco de Paula è un sobborgo del municipio di San Miguel del Padrón all'Avana, da cui dista circa 15 km. È noto per la presenza della Finca Vigía, casa dello scrittore americano Ernest Hemingway.